# Birmingham Airport

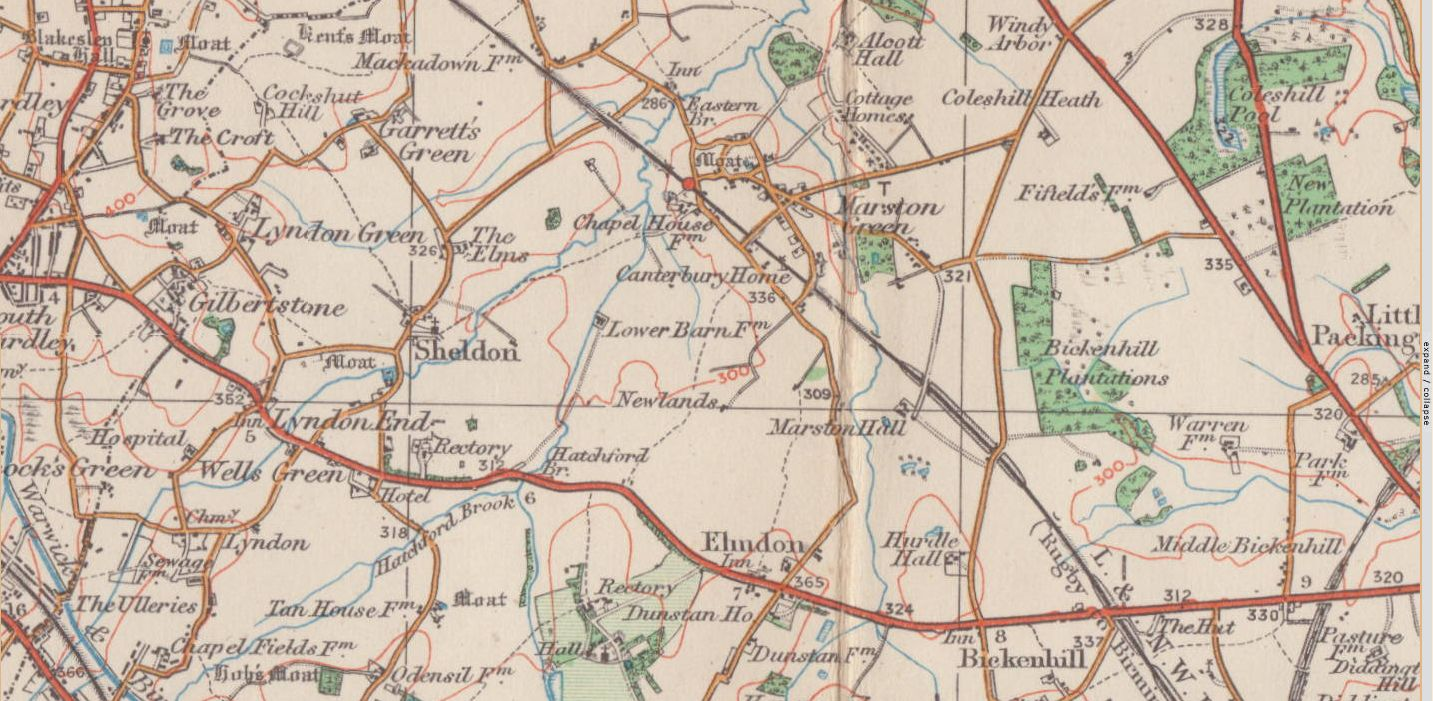
Platsen för den blivande flygplatsen, anno 1921.

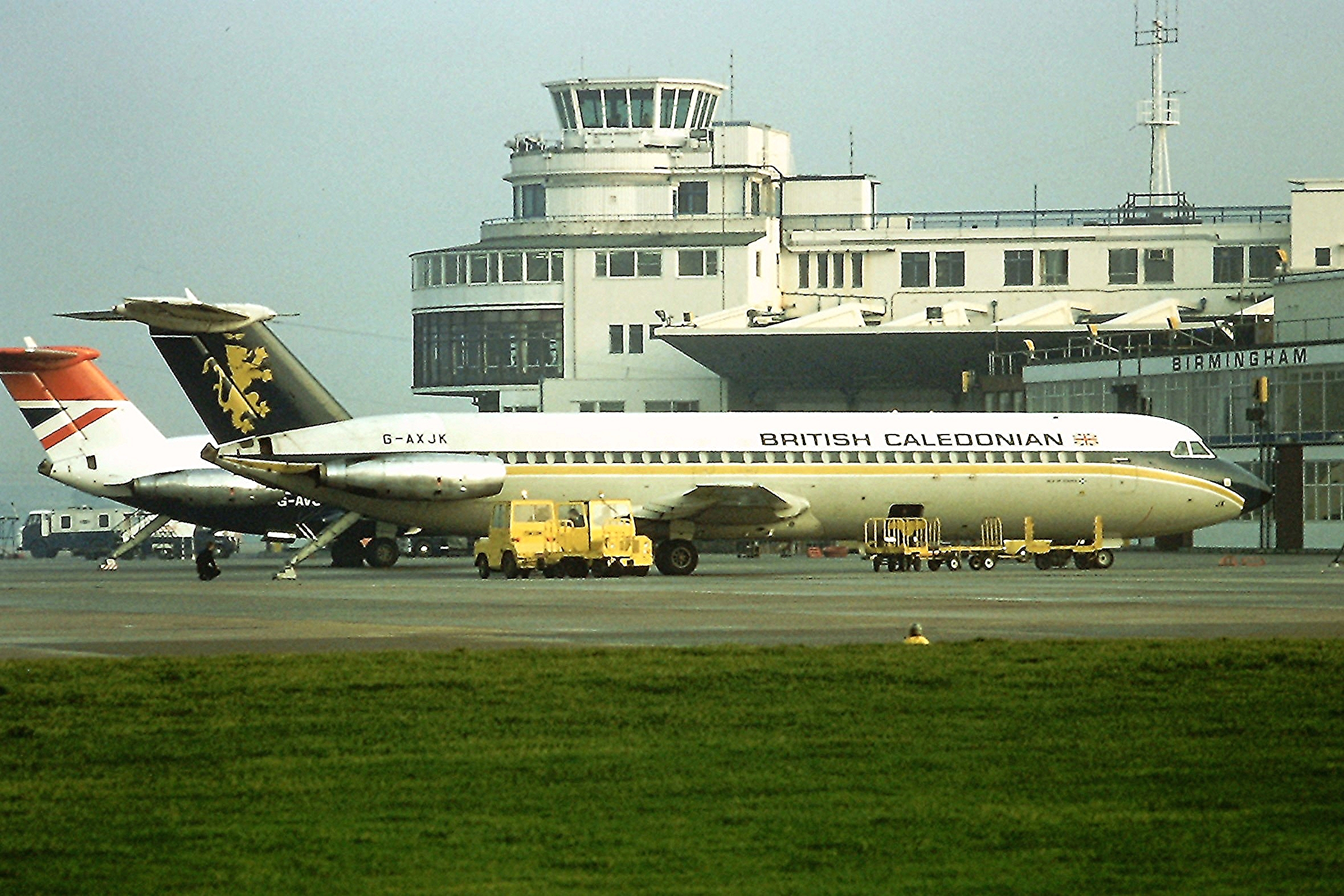
British Airways och British Caledonian-plan på gamla terminalen 1978.

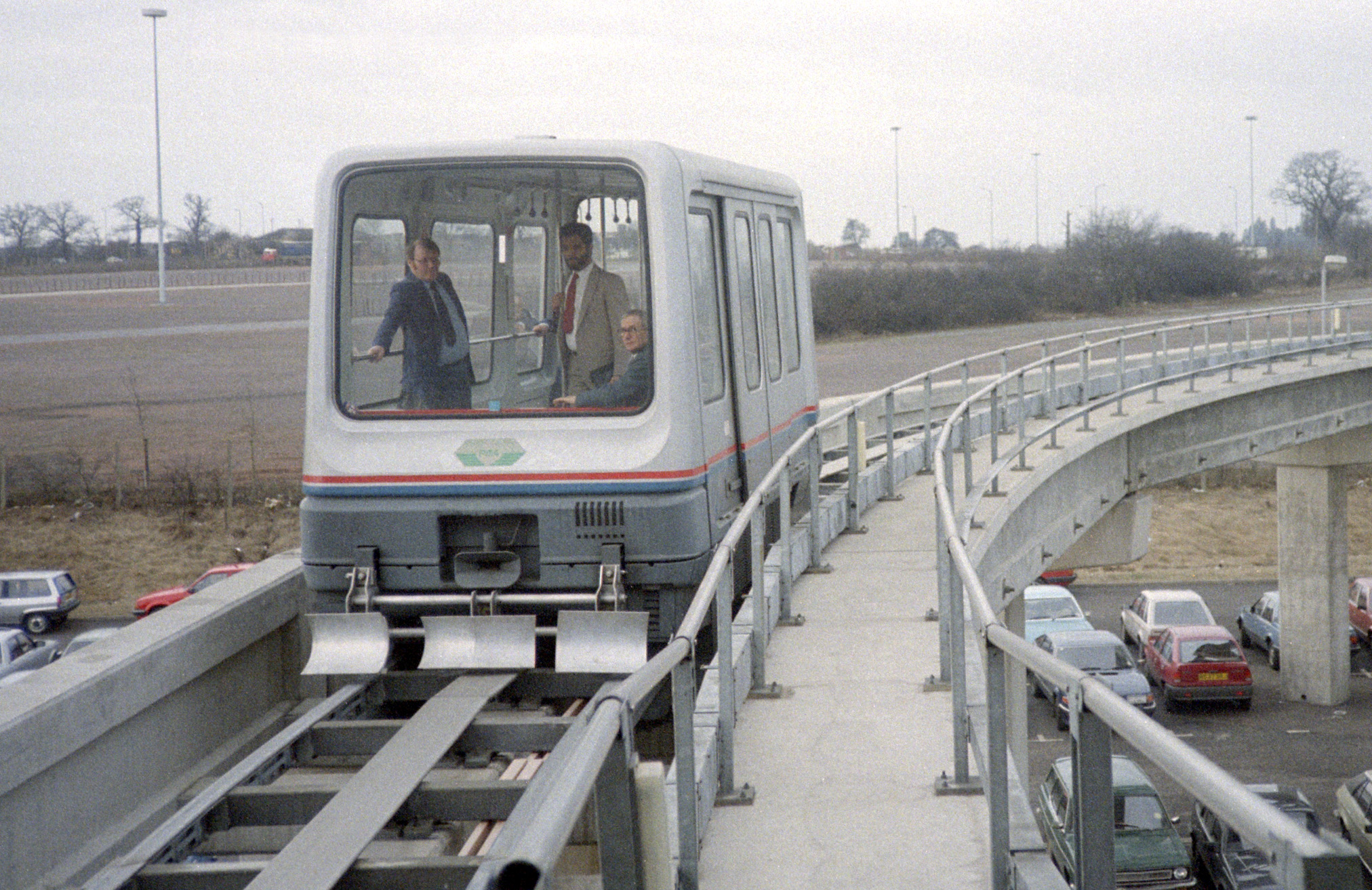
Maglev snabbtågsystem, I drift från 1984 till 1995, var det första kmmersiella maglevsystemet i världen.

Birmingham Airport (IATA: BHX, ICAO: EGBB), tidigare Birmingham International Airport är en internationell flygplats belägen 13 km ost-sydost om Birminghams centrum. Den ligger drygt 17 km väst-nordväst om Coventry och något norr om Bickenhill by, i Metropolitan Borough of Solihull, England.
Den öppnades som Elmdon Airport den 8 juli 1939. Under andra världskriget rekvirerades flygplatsen av flygministeriet och användes av både Royal Air Force (RAF) och Royal Navy under namnet RAF Elmdon. Den användes till stor del för flygträning och krigstidsproduktion. Den 8 juli 1946 öppnades flygplatsen igen för civil flygfart.
Birmingham Airport har för närvarande (2023) en CAA Public Use Aerodrome License (nummer P451), vilket tillåter flygningar för kollektiv trafik för passagerare eller för flygutbildning. Passagerargenomströmningen 2017 var drygt 12,9 miljoner, vilket då gjorde Birmingham till den sjunde mest trafikerade flygplatsen i Storbritannien. Flygplatsen erbjuder internationella flyg till destinationer i Europa, Mellanöstern och den indiska subkontinenten. Birmingham Airport är en operativ bas för easyJet, Jet2.com, Ryanair och TUI Airways.

## Historik
År 1928 beslutade Birmingham City Council att staden skulle ha en kommunal flygplats, och snart därefter inrättades en kommitté för att arbeta för att upprätta en sådan anläggning. 1931 var flera platser, som Shirley, Elmdon och Aldridge, enligt uppgift under övervägande som potentiella placeringar. Även om Elmdon ansågs vara en lämplig plats för flygplatsen, försenades projektet på grund av ekonomiska nedskärningar till följd av den stora depressionen. År 1933 återupplivades projektet, och en ny flygplatskommitté bildades under året därpå för att övervaka flygplatsens etablering. Innan några större byggbeslut fattades besökte kommitténs medlemmar 1935 olika framgångsrika flygplatser runt om i Europa, som Amsterdam, Berlin, Lyon, Paris, Bryssel och London.
I januari 1937 hade arkitekterna Norman och Dawbarn fåtti  uppdrag att färdigställa ritningarna, som blev färdiga i juni samma år. I oktober utsågs olika entreprenörer för att bygga olika delar av flygplatsens byggnader, inklusive dess terminal. Enligt uppgift uppgick projektets totala utgifter till cirka 360 000 GBP. Byggnadsarbetet fortskred i snabb takt, och den 1 maj 1939 hade flygplatsen färdigställts till en sådan omfattning att den var redo för att ta emot flygtrafik.
Den 8 juli 1939 förrättade hertiginnan av Kent, prinsessan av Grekland och Danmark, tillsammans med premiärministern Neville Chamberlain, den officiella öppningen av Elmdon flygplats. Dess terminal, som inkorporerade flygplatsens flygledningstorn, utformades av Norman och Dawbarn i art déco-stil. Denna anläggning kom att användas som terminal fram till 1984 och därefter som personalkontor och för privata flygningar. Den är fortfarande intakt år 2023. Flygplatsen ägdes och drevs av Birmingham City Council. Till en början kommunicerade flygtrafiken med Croydon, Glasgow, Liverpool, Ryde, Shoreham, Manchester och Southampton. Ytterligare flyglinjer tillkom strax därefter, även om dess användning som civil flygplats snart skulle avbrytas av andra världskrigets utbrott.

### Andra världskriget
Under andra världskriget rekvirerades Elmdon Airport av flygministeriet och användes av både Royal Air Force (RAF) och Royal Navy som RAF Elmdon. Den drevs till stor del som en grundläggande flygskola och en bas för Fleet Air Arm. Det var under denna tid som den ursprungliga gräsbelagda landningsbanan ersattes av två landningsbanor med hård beläggning: 06/24 på 753 m och 15/33 på 1 271 m. Ett stort antal Avro Lancaster- och Stirling-bombplan tillverkades vid Austin Aero Companys skuggfabrik i Cofton Hackett, men kunde inte lyfta från de korta landningsbanorna vid Longbridge. Således fraktades de vägledes till RAF Elmdon, efter att deras vingar avlägsnats i förväg för att fästas igen efter ankomsten. De testflögs från flygplatsen, och när de väl förklarats flygvärdiga flögs de till sina operativa enheter. Den 8 juli 1946 öppnades flygplatsen igen för civil flygtrafik, även om den förblev under statlig kontroll.

### 1950 till 2000
Under efterkrigsåren hölls ett antal offentliga evenemang, såsom flygmässor och flygtävlingar, på platsen. År 1949 började den reguljära trafiken med British European Airways (BEA), och 1960 återtog staden Birmingham ansvaret för flygplatsens drift. Detta avslutade centralregeringens kontroll.
År 1961 öppnades ytterligare en terminalbyggnad för att hantera den växande internationella trafiken, en byggnad som fick namnet The International Building. I början av 1970-talet hanterade Birminghams flygplats enligt uppgift omkring en miljon passagerare per år, om än genom en relativt överbelastad passagerarterminal. År 1974 tog det nybildade West Midlands Metropolitan County Council över ledningen av flygplatsen.
Den 16 september 1980 gjorde överljudsflygplanet Concorde sitt första besök på Birminghams flygplats. Den 20 oktober 2003 gjorde Concorde sitt sista besök på flygplatsen som del av sin avskedsturné.
Birmingham Airport var en gång platsen för världens första kommersiella maglevsystem, i form av en låghastighets-maglev-skyttel som gick längs en 620 meter lång linje mellan terminalen och Birminghams närliggande internationella järnvägsstation. Efter ett år av testning och provanvändning, öppnades Birminghams flygplats Maglev i april 1984. 1995 lades dock Maglev-järnvägslänken ned, efter 11 års drift. Stängningen har tillskrivits systemets opålitlighet, eftersom det då drabbats av frekventa haverier. Den ursprungliga styrbanan låg vilande men intakt under en tid, medan förslag på dess restaurering eller anpassning för annan användning övervägdes. År 2003 öppnades ett kabeldraget ersättningssystem, Air-Rail Link Cable Liner people mover, som återanvände banan och mycket av den befintliga infrastrukturen.

### 2000-talet
Under november 2007 publicerade Birmingham Airport en översiktsplan för dess utveckling fram till 2030, kallad "Mot 2030: Planering av en hållbar framtid för flygtransporter i Midlands".
I januari 2008 avvecklades den kortare landningsbanan (06/24). Den hade använts mer sällan på grund av dess begränsade längd och bullerpåverkan samt genom att den korsade huvudbanan; detta gjorde det oekonomiskt att fortsätta driften. Stängningen möjliggjorde även utvidgning av plattan på båda sidor om huvudbanan. Bana 06/24 är dock fortfarande öppen som taxibana och helikopterflygbana.
I juni 2008 påbörjades arbetet med att bygga en ny tre våningar hög internationell pir. Denna  invigdes officiellt den 9 september året därpå. Den nya anläggningen ger överbryggad flygplansparkering för sju flygplan med bred kropp och tillräckligt med plats för 13 mindre flygplan. Den kan ta emot "nästa generation" miljöeffektiva flygplan med bred kropp som Airbus A340-600, Airbus A380, Boeing 747-8 och Boeing 777X. Den nya piren har också en ny lounge för Emirates-passagerare i affärsklass. I mars 2009 godkändes banförlängningsplanerna.

## Faciliteter och infrastruktur
Birmingham Airports nuvarande (2023) terminalkomplex kombinerar de två gamla terminalerna via Millennium Link till en stor terminal, med portar 1–20 i gamla terminal 2 och alla andra portar i gamla terminal 1.
Terminal 1 öppnades den 3 april 1984. Detta var 17 år efter de ursprungliga planerna på att bygga en ny terminal, för att minska trängseln i den ursprungliga Elmdon-terminalen (klass II listad sedan augusti 2018 och används för privata och officiella flygningar). Sedan dess har T1 utökats flera gånger för att möta ökningen av både passagerarantal och flygplansrörelser.

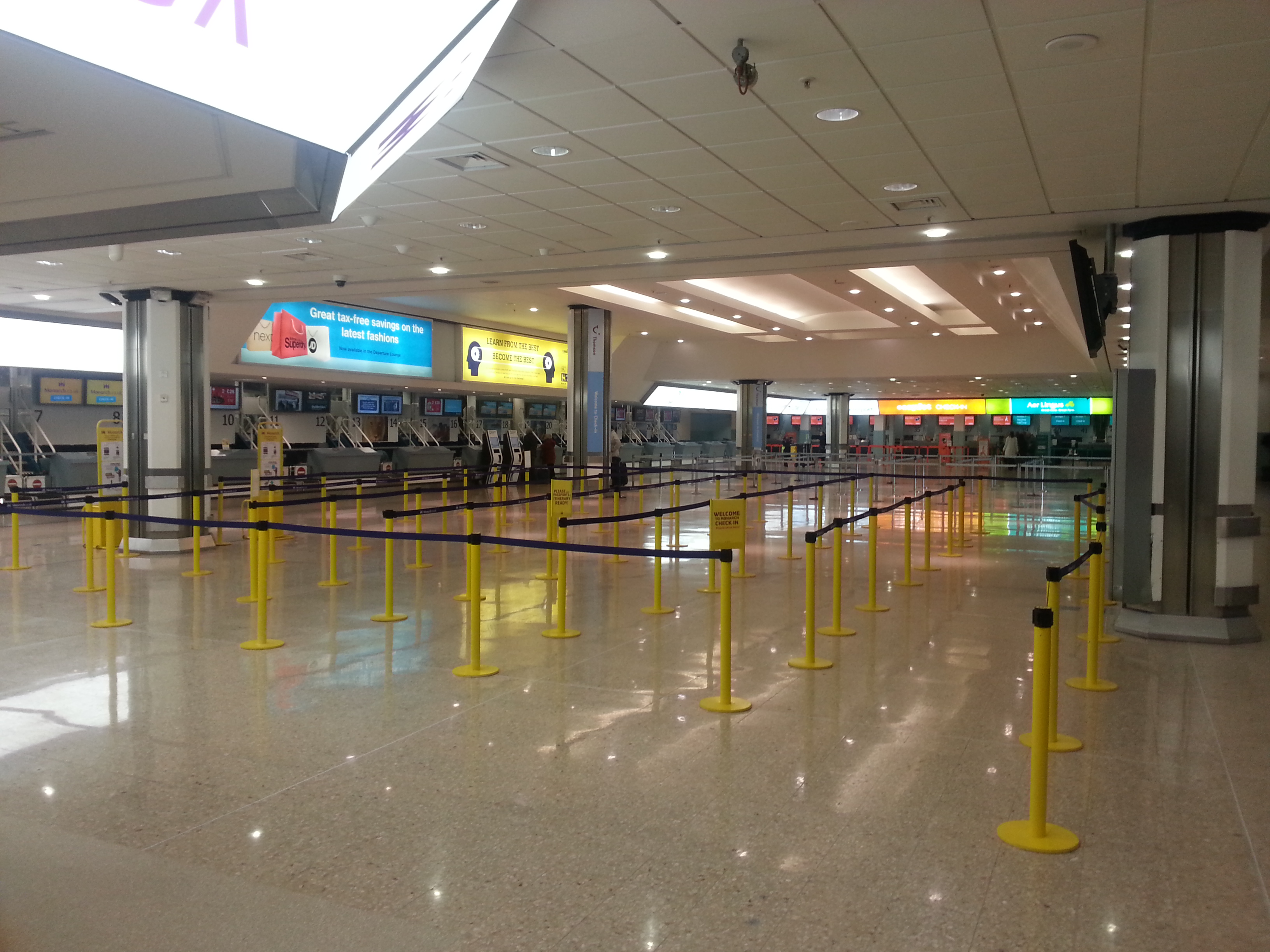
Incheckningshallen i Terminal 1.

Alla incheckningsdiskar och ankomster finns på bottenvåningen. Det centrala säkerhetsområdet, tillsammans med butiker och restauranger på flygsidan, ligger på första våningen.